# BERJAYA

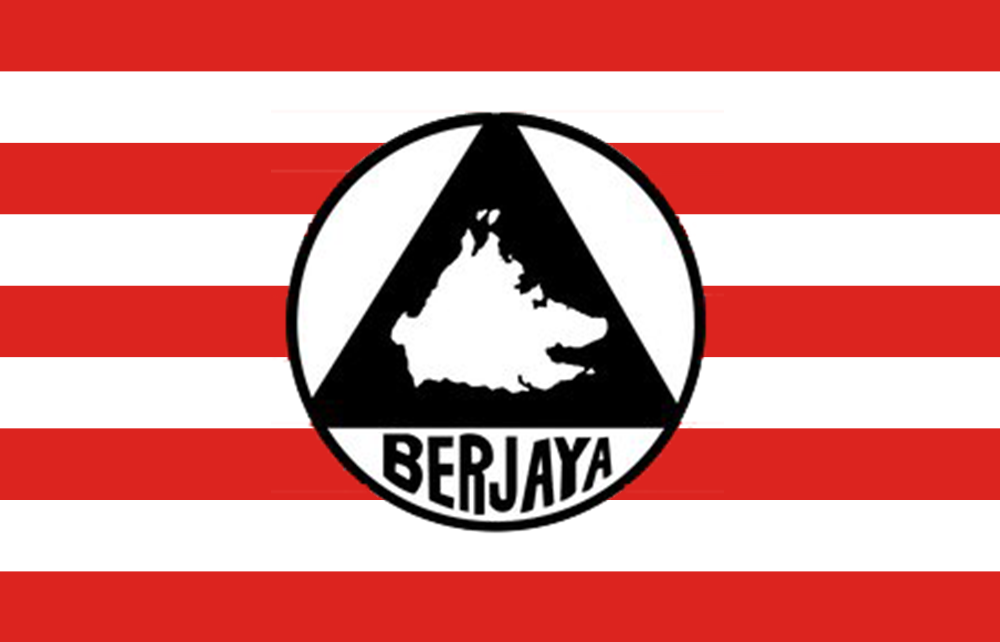
Flagge der Berjaya-Partei.

BERJAYA war eine politische Partei im malaysischen Bundesstaat Sabah und steht für Parti Bersatu Rakyat Jelata Sabah oder Sabah People’s United Front. Die Partei ging aus einer Kooperation zwischen Sabahs erstem Ministerpräsidenten Tun Fuad Stephens und dem früheren Generalsekretär der United Sabah National Organization (USNO), Harris Salleh, hervor. Die Partei war seit ihrer Gründung am 15. Juli 1975 ein Koalitionspartner der Barisan Nasional, Malaysias regierender Koalition.
BERJAYA regierte Sabah von 1976 bis 1985. Tun Fuad Stephens war zuvor Präsident der United Pasok Momogun Kadazan Organisation (UPKO), einer auf ethnischen Grundsätzen basierenden Partei, die sich als Stimme der indigenen Stämme der Kadazan-Dusun und Murut in Sabah und der Orang Asli auf der Halbinsel Malaysia verstand. Die Partei nannte sich ursprünglich United National Kadazan Organization (UNKO), bevor sie am 16. September 1963 im Zusammenhang mit Sabahs Unabhängigkeit und dem Malaysia Day in UPKO umbenannt wurde.
Als BERJAYA 1976 die Landtagswahlen gewann, wurde Tun Fuad zum fünften Ministerpräsidenten von Sabah ernannt, das zweite Mal, dass er diesen Posten innehatte. Er folgte damit Mohammad Said bin Keruak von der USNO. Tun Fuad starb am 6. Juni 1976 bei einem Flugzeugunglück in Kota Kinabalu, 44 Tage nach seiner Amtseinführung als Premierminister. Das Unglück wurde als die Double Six Tragedy bekannt. Zusammen mit ihm kamen auch einige andere Mitglieder der Regierung ums Leben. Harris Salleh übernahm in der Folge den Posten und wurde damit der sechste Ministerpräsident von Sabah.
Bei den Wahlen im Jahr 1981 gewann wiederum BERJAYA, diesmal mit einer überwältigenden Mehrheit von 44 der 48 Sitze. 1984 verließ das Parteimitglied Joseph Pairin Kitingan die Partei und gründete die Parti Bersatu Sabah (PBS). Die neugegründete Partei verdrängte BERJAYA bei den Landtagswahlen 1985 aus der Regierung.
Bei den Wahlen im Jahr 1990 war die Unterstützung der Wähler für BERJAYA offensichtlich dahingeschmolzen; die Partei gewann keinen einzigen Sitz mehr. Sie führte daraufhin einen Zusammenschluss mit der USNO herbei, um die auf der malaysischen Halbinsel agierende Partei United Malays National Organisation (UMNO) in Sabah zu etablieren. Der Parteivorsitzende von USNO, Tun Mustapha, wurde Sabahs erster UMNO-Vorsitzender, während Harris lediglich zum Berater ernannt wurde.